# Crystal LED
Crystal LED se refiere a una tecnología de fabricación de pantallas.

## Visión general
Esta tecnología hace uso de píxeles ultrafinos, montados en cada segmento RGB de la pantalla, de forma que cada píxel está iluminado de forma independiente.

### Características

#### Ventajas

##### Respecto a pantallas LCD y Plasma[3][4]
- Mayor gama de colores.
- Mayores ángulos visuales.
- Menor consumo de energía.
- Mejor contraste (en ambientes luminosos y oscuros).
- Magnífico tiempo de respuesta para imágenes de video.

## Historia

### 2012
- Sony presenta una pantalla con tecnología Crystal led en el CES 2012.[5]

#### Prototipo de pantalla Sony Crystal led[6]
| Especificaciones del prototipo |                                          |
| ------------------------------ | ---------------------------------------- |
| Tamaño del panel               | 55 pulgadas                              |
| Número de píxeles              | 1920 x 1080 x RGB 1                      |
| Elementos de visualización     | ledes RGB                                |
| Brillo                         | Aproximadamente 400 cd / m²              |
| Ángulo de visión               | 180°                                     |
| Contraste (ambiente oscuro)    | Más valor del límite medible             |
| Gama de colores                | Más de 100% en comparación con NTSC (xy) |
| Consumo de energía             | 70 Watts (módulo de panel) 2             |

1. (Full HD: usa aproximadamente 2 millones de ledes por color RGB, un total aproximado de 6 millones de ledes)
2. Consumo medio de energía utilizando la señal de movimiento de imagen de vídeo establecido por IEC62087 Ed.2.0